# ももち浜ラジオプレーヤーズ
『ももち浜ラジオプレーヤーズ』（ももちはまラジオプレーヤーズ）は、2012年4月より2015年3月までRKB毎日放送（RKBラジオ）で放送されていた日曜午後のワイド番組である。

## 番組概要
「日曜日の午後に心地よい音楽やエリアの話題も盛り込んで送る、遊びと楽しさがいっぱいの番組」と称している。

番組名の「ももち浜」とはRKB毎日放送社屋のある福岡市早良区百道浜（通称シーサイドももち）のこと。RKBラジオの番組名では、HKT48のももち浜女学院やコーポももちはまにもこの地名が含まれている。

## 放送時間
- 日曜日 12:00-16:00（JST）

※ただしRKBエキサイトホークス放送時は短縮される。

## パーソナリティ
- 米岡誠一
- kaede
- 竹下明子(kaedeの産休期間に出演[2])

## コーナー
- ピンチーズがやってきた!…ザ・ピンチーズの2人(麦田陽子・中村美由紀)による中継コーナー。
- 教えて!よねピッ!…番組キャラクターの「よねピッ!」(ももピッ!のパロディとされる群青色のおっさん。目つきが悪く毒舌、酒豪などの特徴がある)がリスナーからの質問等に答えるコーナー。